# La Bastide-sur-l'Hers
La Bastide-sur-l'Hers è un comune francese di 743 abitanti situato nel dipartimento dell'Ariège nella regione dell'Occitania. Il territorio comunale è bagnato dalle acque del fiume Hers-Vif, affluente più importante dell'Ariège, e dai torrenti degli Écrevisses e di Lafage.

## Società

### Evoluzione demografica
Abitanti censiti